# Barragem do Araxes
A Barragem do Araxes (em azeri:  Araz su anbarı; em persa: سَدِّ اَرَس) é uma barragem de aterro no rio Araxes ao longo da fronteira entre o Irão e o Azerbaijão. Está águas abaixo de Poldasht na Província do Azerbaijão Occidental, Irão e na cidade do Naquichevão na República Autónoma do Naquichevão, Azerbaijão. Os principais objetivos que levaram à construção desta barragem foram a produção hidroeléctrica e o fornecimento de água.

## História
A 11 de Agosto de 1957, um tratado foi assinado entre a União Soviética e o Irão, em Teerão, para a construção duma barragem no rio Araxes. Isto foi feito nos tempos nos quais o Azerbaijão estava sob domínio soviético. A construção da barragem começou em 1963 e foi findada em 1970. A barragem foi oficialmente inaugurada a 28 de Junho de 1971 pelo vice-primeiro-ministro Safi Asfia e pelo soviético Mikhail Yefremov.
Um acordo suplementário ao do acordo da barragem em 1954 foi assinado entre o Irão e a União Soviética a 7 de Maio de 1970, em Moscovo, para redesenhar a fronteira ao longo da represa do Araxes.

## Especificações

### Barragem
A barragem do Araxes tem 40 metros (130 pé) da sua fundação e 34 metros (110 pé) do leito do rio. O aterro é recheado de areia e barro. Tem 1 026 metros (3 400 pé) do longitude e 8 metros (26 pé) de largo na sua cresta.

### Represa
A barragem formou uma grande represa que está partilhada entre o Naquichevão, Azerbaijão e o Azerbaijão Occidental, Irão. Na altura normal d'água, que são 777,5 metros (2 551 pé) acima do livel do mar, a barragem aguanta um lago de 1.35 km³ com uma superfície de 145 km². O lago tem 52 km de longitude e 6,1 km de largura. A profundidade média nos liveis normais d'água é de 18,2 metros.

### Estação de geração eléctrica
A estação de geração de electricidade da barragem tem quatro geradores. Dous dos geradores estão do lado iraniano e os outros dous do lado azeri ao longo do desague da barragem. A capacidade total instalada é de 44 MW.